# Piccoli dettagli al buio
Piccoli dettagli al buio è il secondo album dei Deasonika, uscito nel 2004.

## Tracce
Testi di Massimiliano Zanotti.
1. 8 - (musica: Trentacoste, Tumminelli, Zanotti)
2. Il giorno della mia sana follia - (musica: Tumminelli, Zanotti, Trentacoste)
3. Piccoli dettagli al buio - (musica: Tumminelli, Zanotti)
4. Settembre - (musica: Tumminelli)
5. Tratti - (musica: Trentacoste)
6. Venere - (musica: Trentacoste)
7. Piano - (musica: Trentacoste)
8. 00:16 - (musica: Clemente, Zanotti, Tumminelli, Trentacoste)
9. Vado Via - (musica: Tumminelli)
10. Ombra e odore - (musica: Tumminelli)
11. Gocce di gloria - (musica: Tumminelli, Clemente)
12. Impercettibile - (musica: Tumminelli)
13. P.a.d. - (musica: Trentacoste)

## Formazione
- Massimiliano Zanotti - voce, chitarra
- Marco Trentacoste - chitarra, tastiere
- Francesco Tumminelli - chitarra
- Walter Clemente - basso
- Stefano Facchi - batteria